# Boris Lefeivre
Boris Lefeivre est un organiste liturgique et concertiste français contemporain.

## Biographie
Boris Lefeivre est organiste titulaire de l'église Saint-Jacques de Neuilly-sur-Seine dans les Hauts-de-Seine depuis le début de sa carrière, ainsi que de l’orgue de la chapelle du lycée Jacques Decour (Paris IXe).
Après un parcours littéraire et philosophique, il a été, pour l’orgue, l'élève de Xaxier Darasse et a reçu l'enseignement de Michel Chapuis, ainsi que d'Antoine Geoffroy-Dechaume pour la musique ancienne et le clavecin. Prix d’orgue (conservatoire de Toulouse), il est également titulaire d’une maîtrise d’esthétique et d’un doctorat de 3e cycle en musicologie. Il est également diplômé de l’ATAC, institut de formation des cadres d’entreprises culturelles.
Ses goûts et ses recherches musicales l'ont surtout amené à se tourner vers les musiques pré-baroques, baroques et classiques. Il s’intéresse aussi à l’orgue en tant qu’instrument de langage. Il est professeur d’orgue et d’histoire de la musique et membre de jurys de concours et d’examens. Il a aussi beaucoup travaillé dans les institutions culturelles (Ministère de la Culture, DRAC, Directions des Affaires culturelles de diverses collectivités locales). Il fut directeur du festival régional d’orgue de Champagne-Ardenne. Il est animateur à Paris de la programmation musicale de divers lieux culturels, dans lesquels il s’attache toujours à faire connaître et à promouvoir de jeunes talents musicaux. 
Il s'est produit en soliste, dans plusieurs centaines de concerts, tant en France que dans d'autres pays européens (Allemagne, Belgique, Pays-Bas, Pologne, Tchécoslovaquie, Hongrie, etc.).
À Paris, il a joué dans le cadre de productions de l'Opéra-Bastille (opéras de Britten et de Puccini), de l'Orchestre de Paris, du COGE (Chœurs et Orchestres des Grandes Écoles), de l'Orchestre Divertimento (direction Zahia Ziouani).
Boris Lefeivre a créé l'ensemble vocal La Camerata Saint-Jacques en 2006, lors de la construction de l'orgue de Saint-Jacques de Neuilly. En 2008 et 2009 il est soliste avec l'ensemble vocal des Chœurs et orchestres des grandes écoles, sous la direction de Silvio Segantini, et en 2010 il se produit en compagnie de l'Ensemble Vocal de Neuilly dans le cadre de l’année France-Russie,.
Il est chevalier des Palmes Académiques[réf. nécessaire].

## Discographie
- Messe du 8e ton de Gaspard Corrette
- L’Orgue post-classique français
- Airs de Bretagne, orgue & bombarde
- Musique des Andes, orgue & kéna
- Mozart, Sonates d’Église

## Compositions
Son catalogue d’œuvres est constitué d’une trentaine de pièces pour orgue, pour piano, pour voix & piano, pour voix & orgue ; et de musique de chambre. 